# Кодекс Коспі

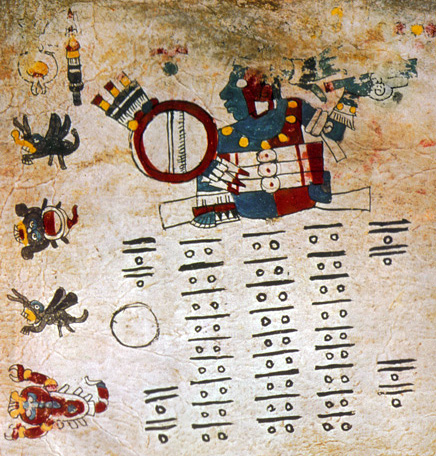
Кодекс Коспі

Кодекс Коспі (Codex Cospi) — месоамериканський кодекс (міштекський або тлашкаланський) ритуально-астрологічного змісту. Є одним з небагатьох рукописів, створених до появи іспанців у Мексиці, що були збережені. Отримав назву на честь маркиза Фердинанда Коспі. Входить до Групи Борджіа. Натепер зберігається у бібліотеці Болонського університету (Італія). Звідси рукопис має другу назву — «Кодекс Болонья».

## Історія
Точна дата створення цього рукопису невідомо. На думку дослідників — у середині XV або напочатку XVII ст. в області Пуебла-Тлашкала Центральної Мексики, представниками східної гілки народу науа. Авторами були декілька художників, що визначено за стилем малювання. До Італії його привіз домініканський чернець Домінго де Бетансос, який у 1533 році подарував його папі римському Клименту VII. Після цього на деякий час його доля невідома, з середини XVII ст. став належити родині Зані. У 1665 році граф Валеріо зані подарував маркизу Фердинанду Коспі. Останній у 1672 році передав його римському Сенату. У 1743 році перейшов у власність Музею Історії наук. У 1803 році — бібліотеці Болонського університету. У 1831–1848 роках відбулося перше видання.

## Опис
Складено піктографічним письмом. Кодекс складається з 5 смуг шкіри тварин, швидше за все, оленячої. Загалом утворюють 20 аркушів розміром бл. 18x18 см, загальною довжиною 3,64 м. З них 13 сторінок лицьової сторони й 11 сторінок задньої сторони розмальовані.
Шкіру вкрито білою фарбою (зроблена за допомогою гіпсу), поверх якої нанесені малюнки з обох сторін. За стилем нанесення розрізняють першого, більш досвідченого художника з Пуебла, який малював на лицьовій стороні, та менш досвідченого, пізнішого художника, який відповідно до стиля належав до міста Теуакан (прикордоння Пуебли і Оахаки). Перший застосовував чорну фарбу, суміш кошенілі червоного кольору, жовтий, помаранчевий, синій барвники, зелено-блакитну фарбу. Другий — чорну фарбу, кошеніль, жовту, синю з індіго.

## Зміст
На лицьовій стороні розміщено tonalámatl («Книгу долі»), кигу яку використовувалися для пророцтв і віщувань. Також значне місце займає священний календар, що позначено червоними лініями. Читається з лівого нижнього кута до правого верхнього кута.
Частину лицьової сторони (3 сторінки) становить зображення уявлень про «Володарів Будинку Світанку» (Tlahuizcalpantecuhtli) й Венери-Вранішньої Зорі. Зображені Чентеотль, бог маїсу, Чальчіутлікуе, богиня вод, та ягуар, що тримає людське серце. Зображення являють собою різні види негативних впливів планети Венера, які зростають, після 8 днів перебування поза видимістю. Протягом цього вважалося, що Венера перебуває у пеклі. На сторінка 9 і 11 читається знизу вгору, а на 10 — навпаки.
Наступна частина присвячена міфу про Кетцалькоатля. Зображення в цьому сходиться з Кодексом Борджіа і Ватиканським кодексом Б, частково Дрезденським кодексом.
Увесь другий розділ кодекс охоплює період 5 циклів тринадцяти венеріанських років, що відповідає 104 сонячних років, двом циклам 52 років (одній епосі). Описуються події цих часів.
Остання частина лицьової сторони зображує 4 богів (Тонатіу, Чентеотль, Іцтлаколіукі, Міктлантекутлі) перед 4 храмами. Перший спалює ладан, другий — спалює драгоцінні пахощі, третього зображено із совою, четвертий — спалює пахощі перед храмом, створеного із скелету та совою і димом у формі людського черепу.
Задню сторону читають справа наліво. Містить зображення войовничих богів. Нижче богів є числові моделі, виражені за допомогою штрихово-крапочкової системі числення, в якій 1 крапка = 1 і купа = 5.
П'ять сторінок представляють ритуали, спрямованих на захист від небезпечних тварин. Слідом за цим зображені жінки-богині, що сидять у відкритого рота Землі. На думку дослідників це є значенням ткацтва. після цього змальовані мисливські ритуали, спрямовані на здійснення гарно полювання і ловів тварин.